# جکسون رادبون
مونرو جکسون رادبون (به انگلیسی: Monroe Jackson Rathbone) (زاده ۱۴ دسامبر ۱۹۸۴) بازیگر و موزیسین آمریکایی است. او عمده شهرت و محبوبیتش را به خاطر بازی در نقش جاسپر هیل در مجموعه فیلم‌های گرگ و میش و نقش ساکا در فیلم آخرین بادافزار بدست آورد.

## زندگی
او در سنگاپور زاده شد و سپس زندگی در مکان‌های مختلفی، از اندونزی گرفته تا میدلند تگزاس را تجربه کرد. جکسون اولین بار تئاتر موزیکال را از انجمن تئاتر پیکویک پلیرز تگزاس شروع کرد که انجمنی آموزشی برای هنرمندان جوان است. در سال‌های ابتدایی و انتهایی دوران دبیرستان، توجه او به آکادمی هنری اینترلوکن جلب شد، مدرسه ای تخصصی در میشیگان که رادبون دوران حرفه‌ای آموزش تئاتر را در آن گذراند. پس از فراغت از تحصیل او تصمیم گرفت برای پیگیری رشتهٔ مورد علاقه‌اش به آکادمی سلطنتی اسکاتلندی موزیک و فیلم برود، اما در عوض به لس آنجلس رفت تا آزمایشی هیجان انگیز در مورد پردهٔ سینما انجام دهد.
بعد از مدت کوتاهی اقامت در ال ای، جکسون نقشی در برنامهٔ دیزنی ۴۱۱ گرفت که هنرمندانی نظیر هیلاری داف و خواهران آلی و ای جی در آن حضور داشتند. او همچنین در سریالهای o.c. و نزدیک به خانه، به عنوان هنرپیشهٔ مهمان ایفای نقش کرد. از جمله فیلم‌های سینمایی او می‌توان به Molding Clay، دعای صبحگاه، و تراویس و هنری اشاره کرد.
در سال ۲۰۰۸ جکسون نقش ستوده شدهٔ جاسپر هیل خون‌آشام را در فیلم گرگ و میش بازی کرد که اولین قسمت از سری فیلم‌های اقتباسی رمان مشهور استفانی مه یر بود. در سال ۲۰۰۹ رادبون نقش جرمی را در اس دارکو بازی کرد و در دنباله روی از این نقش، او رول قاتلی چند شخصیتی را در سریال ذهنهای جنایتکار ایفا کرد. او برای بازی در نقش ساکا در فیلم آخرین بادافزار قرار داد امضا کرد که در سال ۲۰۱۰ اکران شد، این فیلم اقتباسی از سری برنامه‌های انیمیشنی آواتار: آخرین بادافزار است.
جکسون خود نیز یک موسیقیدان است. او در اوقات فراغتش از فیلم و سینما، به موزیک، نویسندگی، خوانندگی و تهیه کنندگی می‌پردازد. باند موسیقی او که صد میمون نام دارد، تشکیل شده از خودش، دو نفر از دوستان نزدیک و قدیمی اش که در آکادمی اینترلوکن با آن‌ها آشنا شده و چند نفر دیگر. باند صد میمون قصد دارد اولین آلبوم خود را که از ضبط اجراهای زندهٔ گروه ساخته شده، اواخر امسال منتشر کند. از ساخته‌های دست خود جکسون می‌توان به فیلم مستند پشت صحنهٔ اس دارکو، فیلم کمدی درد است، و فیلم تلویزیونی جشنوارهٔ انتخابی هنرمندان نیکلودئون اشاره کرد.

## فیلم‌شناسی
| سال  | نام فیلم                       | نقش            |
| ---- | ------------------------------ | -------------- |
| ۲۰۰۵ | River's End                    | جیمی           |
| ۲۰۰۵ | نزدیک به خانه                  | اسکات فیلدز    |
| ۲۰۰۵ | دعای صبحگاهی                   | کانر           |
| ۲۰۰۶ | The O.C.                       | جاستین ادواردز |
| ۲۰۰۶ | مردم زیبا                      | نیکلاس فیسک    |
| ۲۰۰۷ | درهٔ روشنایی                    | تراویس         |
| ۲۰۰۷ | جنگ در خانه                    | دیلان          |
| ۲۰۰۷ | Big Stan                       | رابی هیپی      |
| ۲۰۰۸ | Senior Skip Day                | اسنیپی         |
| ۲۰۰۸ | The Cleaner                    | جویی           |
| ۲۰۰۸ | Hurt                           | کنراد کولتران  |
| ۲۰۰۸ | دوباره جوان                    | اتان           |
| ۲۰۰۸ | گرگ و میش                      | جاسپر هیل      |
| ۲۰۰۹ | DaZe: Vol. Too (sic)           | جوزفت          |
| ۲۰۰۹ | اس دارکو                       | جرمی           |
| ۲۰۰۹ | وحشت                           | استیفن گریس    |
| ۲۰۰۹ | ذهنهای جنایتکار                | آدام جکسون     |
| ۲۰۰۹ | ماه نو                         | جاسپر هیل      |
| ۲۰۱۰ | آخرین بادافزار                 | سوکا           |
| ۲۰۱۰ | کسوف                           | جاسپر هیل      |
| ۲۰۱۰ | ارباب آشوب                     | ورگ ویکرنس     |
| ۲۰۱۲ | گرگ و میش: سپیده‌دم - قسمت دوم  |                |
|      | یقه سفید                       |                |
|      | فرشتگان و دختران گاوچران       | جاستین وود     |
|      | سامسون                         |                |
| ۲۰۲۲ | تا اینکه همدیگه رو ملاقات کنیم | ادی            |